# Thursania grandirenalis
Thursania grandirenalis là một loài bướm đêm trong họ Noctuidae.